# Liste solartechnischer Zeitschriften
Die Liste solartechnischer Zeitschriften stellt Magazine, Journale und Zeitschriften aus dem Bereich der Solartechnik und Sonnenenergie zusammen.

## Allgemeine Solarzeitschriften
- Journal of Solar Energy Engineering (englisch) ISSN 0199-6231
- EMobile plus solar ISSN 1869-957X
- Era Solar (spanisch)
- Eurosolartimes (englisch) von Eurosolar, Ersterscheinung am 17. Sept. 2020
- Plein Soleil (französisch)
- Solarbrief vom Solarenergie-Förderverein Deutschland, erscheint in etwa viermal im Jahr, Auflage: ca. 6000 Exemplare (Stand: 2005)[1]
- Solar Energy (englisch) ISSN 0038-092X
- Solar Energy Materials and Solar Cells (englisch)
- Solar News (spanisch)
- Solar Power World (englisch)
- Solar RRL (englisch) ISSN 2367-198X
- Solarthemen erscheint bis zu 12-mal im Jahr; Auflage: 1217 Exemplare[2] ISSN 1434-1530
- Solar Today der American Solar Energy Society (englisch)
- Sonnenenergie Offizielles Fachorgan der Deutschen Gesellschaft für Sonnenenergie, 4 Ausgaben jährlich, Auflage: 8.500 bis 12.500 Exemplare[3] ISSN 0172-3278
- Sonnenenergie von der Schweizerischen Vereinigung der Sonnenenergie (SSES) ISSN 0379-6256
- Solarzeitalter von der Vereinigung Eurosolar, Erstausgabe im September 1989 als EUROSOLAR Journal,[4]  4 Ausgaben im Jahr, Auflage: 3000 Stück[5] ISSN 0937-3802
- Sonnenzeitung aus Österreich ISSN 1027-6637
- Sun World der International Solar Energy Society ISSN 0149-1938

einstige Zeitschriften
- Solarboulevard Solarpraxis AG ISSN 1612-0620
- Sonne Wind & Wärme erschien zehnmal jährlich, Druckauflage: 25.000 Exemplare (Stand: 2017); der Titel war bis 1999 „Sonnenenergie & Wärmetechnik“ und erschien damals noch jeden zweiten Monat ISSN 0944-8772

## Zeitschriften für Solarthermie
- Solar Thermal Magazine (englisch)

## Zeitschriften für Photovoltaik
- Photon International (englisch)
- Photovoltaik ISSN 1864-7855
- Photovoltaics International (englisch) ISSN 1757-1197
- Progress in Photovoltaics (englisch)
- pv magazine englische Ausgabe ISSN 1865-3138 und deutsche Ausgabe ISSN 2196-6702

einstige Zeitschriften
- ep Photovoltaik ISSN 1867-7339
- Photon ISSN 1430-5348, außerdem in italienischer Ausgabe

## Ausgewertete Literatur
- Kapitel 8.3. Fachzeitschriften. In: Solaranlagen: Handbuch der thermischen Solarenergienutzung, 11. aktualisierte Auflage von 2011, ISBN 978-3-936896-40-4, S. 248
- Zeitschriften. In: T. Seltmann: Photovoltaik: Solarstrom vom Dach, Stiftung Warentest, 4. aktualisierte Auflage, Berlin 2013, ISBN 978-3-86851-082-9, S. 214
- Zeitschriften. In: T. Seltmann: Photovoltaik: Strom ohne Ende, Solarpraxis, 4. Auflage, Berlin 2009, ISBN 978-3-934595-89-7, S. 189
- Literaturhinweise und allgemeine Quellen. In: H. Weik: Expert Praxislexikon: Sonnenenergie und solare Techniken, 2. überarbeitete Auflage von 2006, expert Verlag, ISBN 978-3-8169-2538-5, S. 399
- Zeitschriften. In: K. Oberzig: Solarwärme – Heizen mit der Sonne, Stiftung Warentest, 2. aktualisierte Auflage von 2014, ISBN 978-3-86851-407-0, S. 175
- Zeitschriften. In: K. Oberzig: Strom und Wärme für mein Haus: Neubau und Modernisierung, Stiftung Warentest, Berlin 2013, ISBN 978-3-86851-070-6, S. 187